# Rudy Verhoeff
Rudy Verhoeff est un joueur canadien de volley-ball né le 24 juin 1989 à Calgary (Alberta). Il mesure 1,98 m et joue central. Il totalise 10 sélections en équipe du Canada.

## Biographie
Il prend sa retraite en 2021. Il est en couple avec Kyla Richey et le couple va devenir des vignerons au Canada.

## Clubs
| Club                            | De        | À         |
| ------------------------------- | --------- | --------- |
| Chaumont VB 52                  | 2013-2014 | 2013-2014 |
| GFC Ajaccio                     | 2014-2015 | 2014-2015 |
| TV Amriswil                     | 2015-2016 | 2015-2016 |
| SWD Powervolleys Düren          | 2015-2016 | 2016-2017 |
| Hypo Tirol Alpenvolleys Haching | 2017-2018 | 2017-2018 |
| Chennai Spartans                | 2018-2019 | 2019-2020 |
| Plessis-Robinson VB             | 2020-2021 | ...       |